# BMW M4
La BMW M4 è una serie di autovetture sportive di fascia alta prodotte dalla casa automobilistica tedesca BMW a partire dal 2012,come versione di punta della BMW Serie 4.

## Le origini

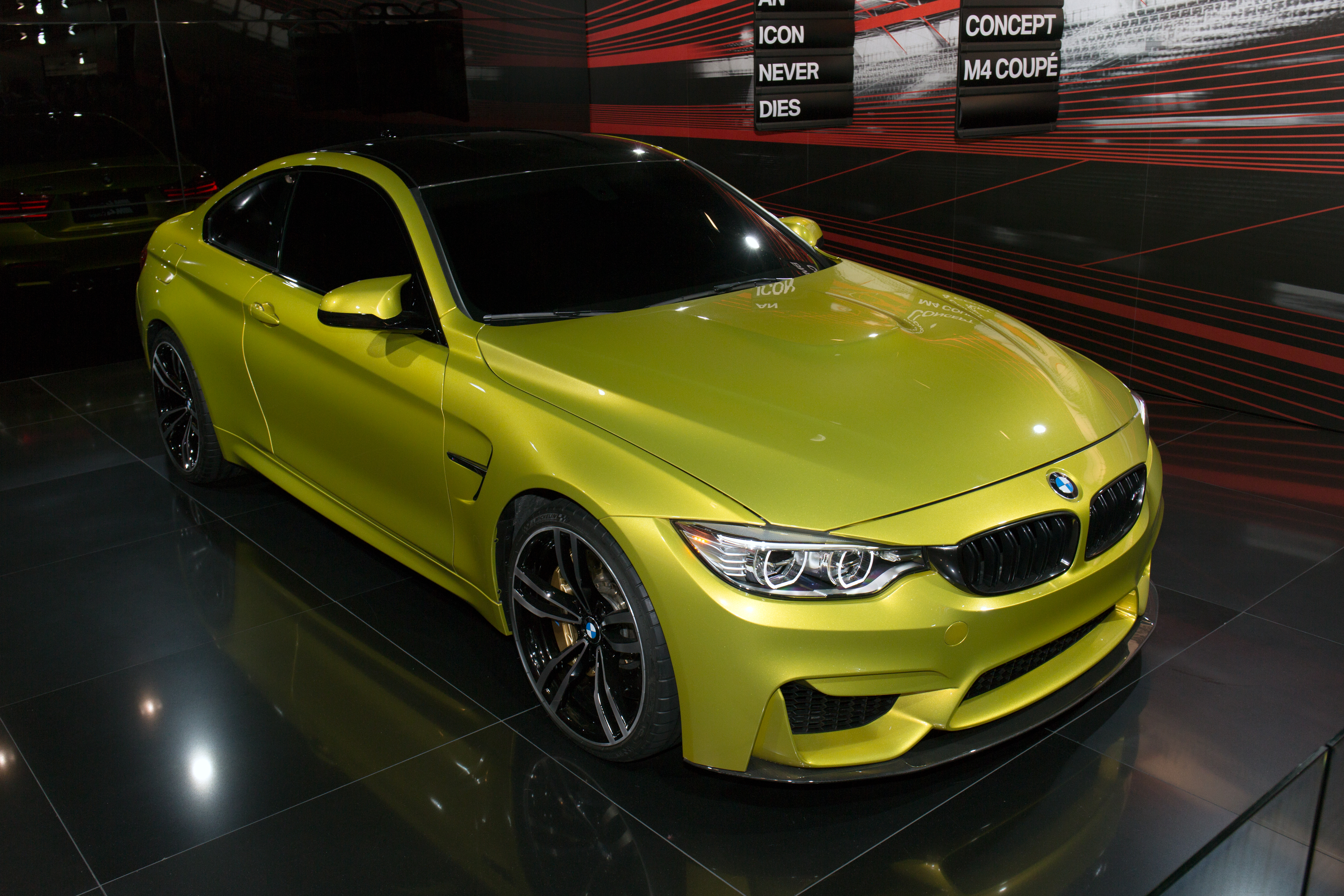
BMW Concept M4 Coupe

Nel 2013 al Salone di Francoforte è stata presentata dal vivo la BMW Serie 4, la coupé che avrebbe ripreso l'eredità della Serie 3 Coupé precedente. Ma già diversi mesi prima di tale evento furono diffuse anche le prime congetture relative alla versione ad alte prestazioni che ne sarebbe derivata e che avrebbe a sua volta raccolto il testimone delle precedenti M3. Ed in effetti la casa dell'elica stava lavorando a tale progetto, che peraltro si trovava già in fase avanzata. Uno degli argomenti più discussi in quel periodo era relativo alla denominazione della vettura. Si era infatti in una fase di cambiamento dei criteri di denominazione dei modelli BMW. Volendo uniformarsi a quanto già attuato da decenni con i modelli dalla Serie 5 in su, dove le cifre dispari indicavano le versioni berlina e station wagon, mentre quelle pari erano applicate alle versioni coupé, cabriolet e roadster, la BMW decise di fare lo stesso con i modelli di fascia inferiore, passando così dalle denominazioni del tipo "Serie 3 Coupé" a favore di "Serie 4". È stato a quel punto che sia la stampa che gli appassionati di auto si chiesero se la nuova sportiva su base Serie 4 avrebbe mantenuto la leggendaria sigla di M3, oppure se lo stesso criterio di cambiamento delle denominazioni sarebbe stato applicato anche a questo modello, generando così una più logica ma meno evocativa sigla M4. Alla fine la seconda ipotesi si è rivelata quella fondata: il 16 agosto 2013 a Pebble Beach è stata svelata la M4 Concept, con cui la BMW ha ufficializzato la denominazione definitiva del modello ad alte prestazioni derivato dalla "Serie 4". Conseguentemente, la sigla M3, sempre per lo stesso motivo, sarebbe stata quindi limitata alla sola berlina.

## M4 F82 (2012-2020)
La prima generazione della M4 fu anticipata a fine 2012 dalla concept omonima presentata al Salone di Tokyo nell'autunno di quell'anno, pochissimo tempo dopo il lancio della prima Serie 4. In pratica la vettura rispecchiava quasi completamente quella che sarebbe stata la M4 definitiva, che presso gli addetti ai lavori sarebbe stata indicata con la sigla F82. In seguito vi furono altre presentazioni, tra cui una su internet ed un'altra nel gennaio del 2014, al Salone di Detroit. Al Salone di Ginevra, invece, si è avuta la prima europea per la nuova sportiva bavarese. La commercializzazione, e dunque le prime consegne, si ebbero nell'aprile dello stesso anno, inizialmente solo nella versione coupé.

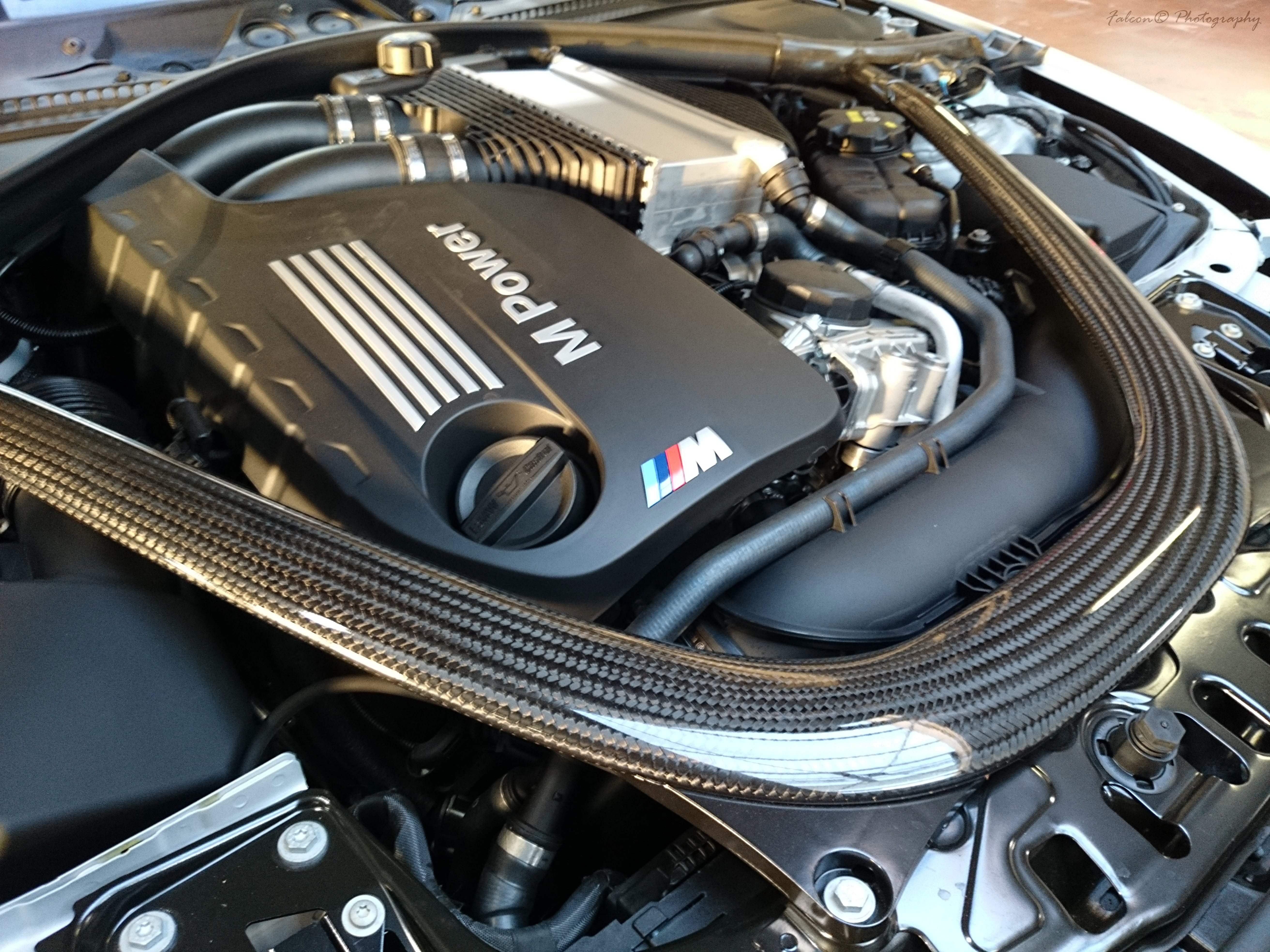
Vista del motore

Come già avveniva nel caso delle precedenti M3 coupé e cabriolet, anche in questo caso, il corpo vettura era derivato da quello delle altre Serie 4 meno potenti, a partire dal quale vennero allargati sensibilmente carreggiate e passaruota, venne rivisto il cofano motore, ora dotato di una vistosa bombatura, vennero ridisegnati entrambi i paraurti e venne montato un terminale di scarico a due uscite sdoppiate. Inoltre, calandra, branchie laterali e coda vennero dotate della prestigiosa lettera M del reparto sportivo BMW, mentre vennero montati cerchi in lega dal disegno specifico. Gli interni della F82 riprendevano quasi per intero quelli delle altre Serie 4, ad eccezione di un'impronta più sportiveggiante data dagli inserti in carbonio su plancia e tunnel centrale, nonché dai rivestimenti in pelle specifici. Inoltre, a differenziare la M4 dalle Serie 4 minori vi erano gli avvolgenti sedili specifici per la M4 F82, i pulsanti sul tunnel centrale dedicati alla gestione della dinamica di marcia, ma anche il logo M presente ad esempio su volante e strumenti.
La struttura della F82 era naturalmente a scocca portante, ma più leggera rispetto a quella della precedente M3 Coupé, in quanto era stata impiegata plastica rinforzata con carbonio (CFRP) per alcuni componenti, come il tetto. Stesso discorso anche per quanto riguarda l'albero di trasmissione, anch'esso realizzato in CFRP. La F82 manteneva la stessa architettura meccanica dei modelli che l'hanno preceduta, vale a dire con motore anteriore longitudinale e trazione posteriore. Per quanto riguarda il comparto sospensioni, vale la pena sottolineare come anche queste, realizzate in lega di alluminio, abbiano contribuito ad un significativo risparmio di peso. Esse prevedevano un avantreno a doppio snodo e un retrotreno multilink a cinque bracci. Su entrambi gli assi erano inoltre previsti ammortizzatori idraulici telescopici, molle elicoidali e barre antirollio. A richiesta era possibile avere le sospensioni adattive a controllo elettronico, che regolavano la rigidità automaticamente in base allo stile del conducente. Lo sterzo era a cremagliera con servoassistenza elettromeccanica, mentre l'impianto frenante prevedeva freni a disco autoventilanti e forati. A richiesta era possibile però ottenere dei ben più prestanti dischi carboceramici. Il "cuore" pulsante della M4 F82 era il motore, che per la prima volta (escludendo la 1M Coupé) prevedeva la sovralimentazione, ottenuta mediante due turbocompressori i quali andavano ad assicurare un maggiore apporto di aria nei cilindri, che nella F82 tornavano ad essere sei, con una cilindrata complessiva di 2979 cm³ ed una potenza massima di 431 CV. Dato il minor numero di cilindri, anche lo stesso motore contribuiva ad un alleggerimento generale, ragion per cui in totale, la M4 coupé arrivava a pesare circa 80 kg in meno rispetto alla precedente M3 Coupé. Il cambio era manuale a 6 marce con frizione bidisco, anche se come optional era previsto anche un cambio a doppia frizione a 7 rapporti. Presente anche un differenziale autobloccante posteriore a controllo elettronico, con possibilità di variare la percentuale di bloccaggio da 0% a 100%. La M4 raggiungeva una velocità massima di 250 km/h autolimitati, ma scegliendo il pacchetto M Driver's, era possibile innalzare tale soglia a 280 km/h.
Tra i vari dispositivi elettronici specifici per una vettura sportiva come la M4, vi erano lo Smokey Burnout, che consentiva di regolare lo slittamento delle ruote posteriori in maniera tale da consentire il "burnout" anche a piloti meno esperti. Inoltre era presente un dispositivo, interfacciato con il cambio, che consentiva di effettuare la doppietta automaticamente durante le scalate. Presente infine il dispositivo M Laptimer, che consente di interfacciare lo smartphone alla vettura e di effettuare i rilevamenti dei propri giri in pista a bordo della vettura.

### Evoluzione

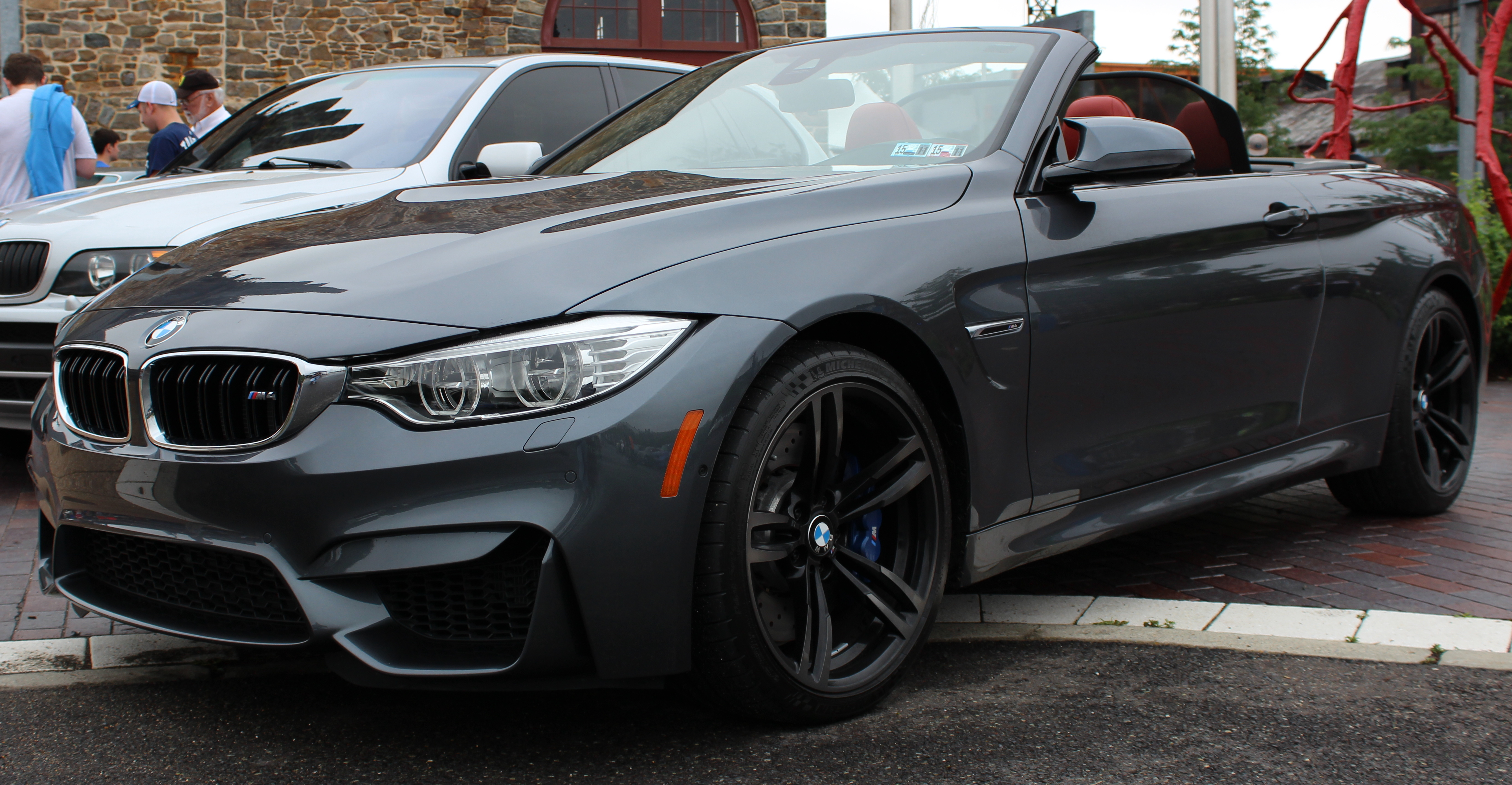
M4 Cabriolet

Mentre venne avviata la commercializzazione della M4 Coupé, al Salone di New York venne invece presentata in anteprima la M4 Cabriolet, che confermò la soluzione relativa al tetto rigido ripiegabile in luogo della capote in tela. A causa dei rinforzi aggiuntivi in acciaio necessari per garantire un adeguato livello di rigidezza torsionale, la massa a vuoto della versione "aperta" lievitava di ben 190 kg rispetto alla coupé, ragion per cui le doti di accelerazione da 0 a 100 km/h peggioravano leggermente, pur mantenendosi sempre di ottimo livello. La commercializzazione della M4 Cabriolet venne avviata nell'autunno del 2014, mantenendo le stesse caratteristiche tecniche della coupé.
All'inizio del 2016 le due versioni esistenti vennero affiancate da altrettante versioni in allestimento Competition, vale a dire con potenza lievitata a 450 CV. Oltre alla maggior potenza, la M4 Competition, sia coupé che cabriolet, era dotata di sospensioni auto adattive (optional nelle M4 di base), ricalibrate in funzione delle maggiori prestazioni, più altri dettagli descritti meglio nel paragrafo dedicato. Appena tre mesi dopo, vi fu un'altra novità, rappresentata dalla M4 GTS, disponibile solo con carrozzeria coupé e consistente in pratica in una versione per la pista, sprovvista del divano posteriore, ma equipaggiata con roll-bar e con un motore portato a 500 CV.
Nella prima metà del 2017 si ebbe un leggero restyling per la M4, mentre nell'estate dello stesso anno si ebbe invece il lancio della M4 CS, che venne lanciata nel luglio del 2017 con un motore da 460 CV. Nel giugno del 2019, la M4 di base venne tolta di listino, lasciando invece in gamma la M4 Competition, sempre come coupé e cabriolet. La produzione della M4 F82 cessò nel maggio del 2020 in vista dell'imminente lancio della nuova Serie 4 e da lì, anche alla seconda generazione della M4. In totale sono stati prodotti circa 56.000 esemplari di M4 della serie F82, di cui 20.000 cabriolet.

### Versioni speciali

#### M4 Competition Package

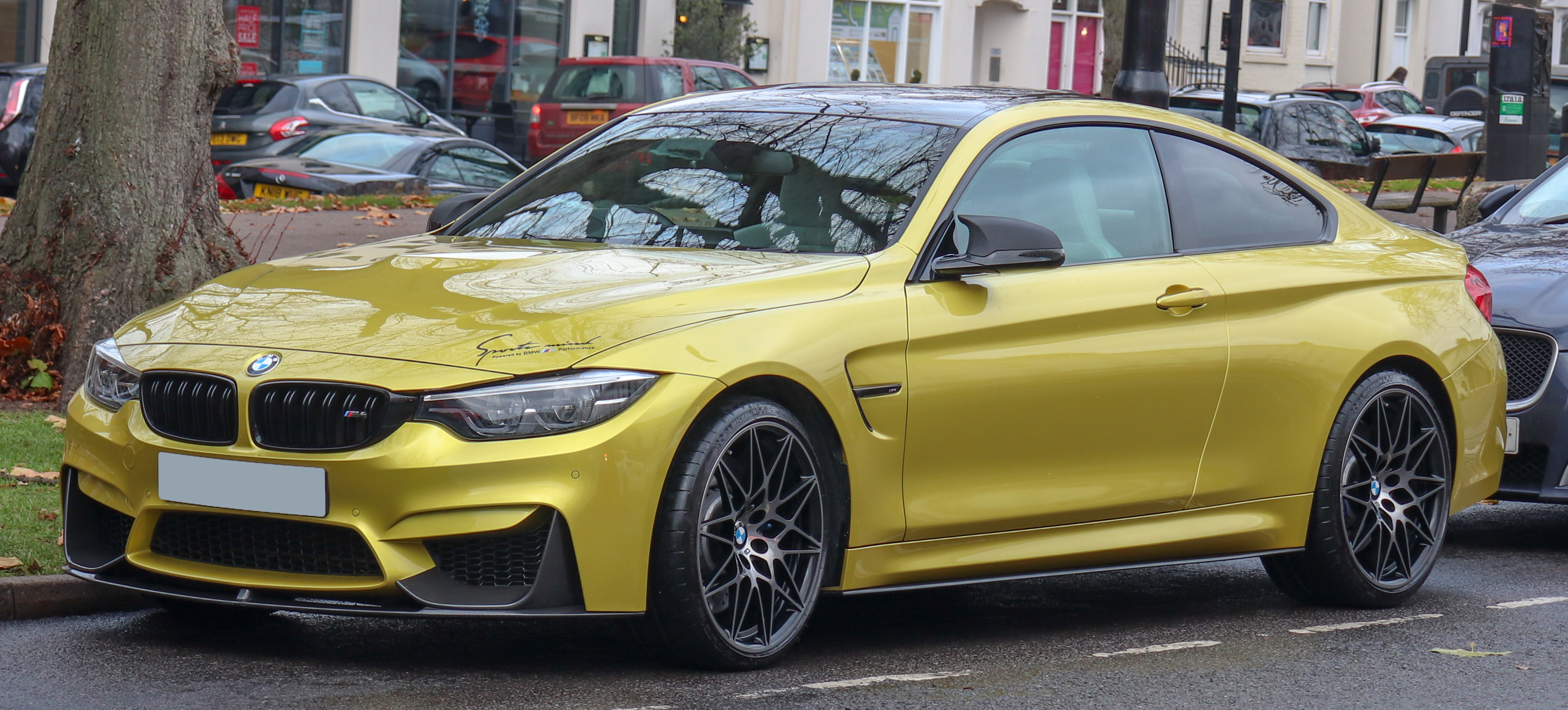
M4 Coupé Competition Package

Nel mese di febbraio 2016, la BMW ha annunciato le nuove versioni M3 e M4 Competition Package. Con questo pacchetto, la M4 vanta 450 cavalli e delle sospensioni rivedute per migliorare la maneggevolezza. La dotazione con questo pacchetto comprende le sospensioni adattive M con nuove molle, ammortizzatori e barre antirollio. I tecnici BMW hanno anche aggiornato la dinamica di utilizzo e intervento del differenziale elettronico e del controllo dinamico della stabilità, per abbinarli entrambi al nuovo pacchetto sospensivo. L'interno rimane sostanzialmente invariato, ma con questo pacchetto vi sono nuovi sedili sportivi alleggeriti insieme a cinture di sicurezza con cuciture in tinta dei colori Motorsport. Esteticamente vi sono lo scarico sportivo M con terminali cromati in tinta nera, cerchi in lega mutuati dalla M4 GTS, prese d'aria e dettagli estetici in nero lucido come il doppio rene anteriore e le modanature laterali. Con il pacchetto la versione Coupé passa da fermo a 100 km/h in 4.0 secondi, mentre la versione convertibile accelera in 4,2 secondi.

#### BMW M4 CS

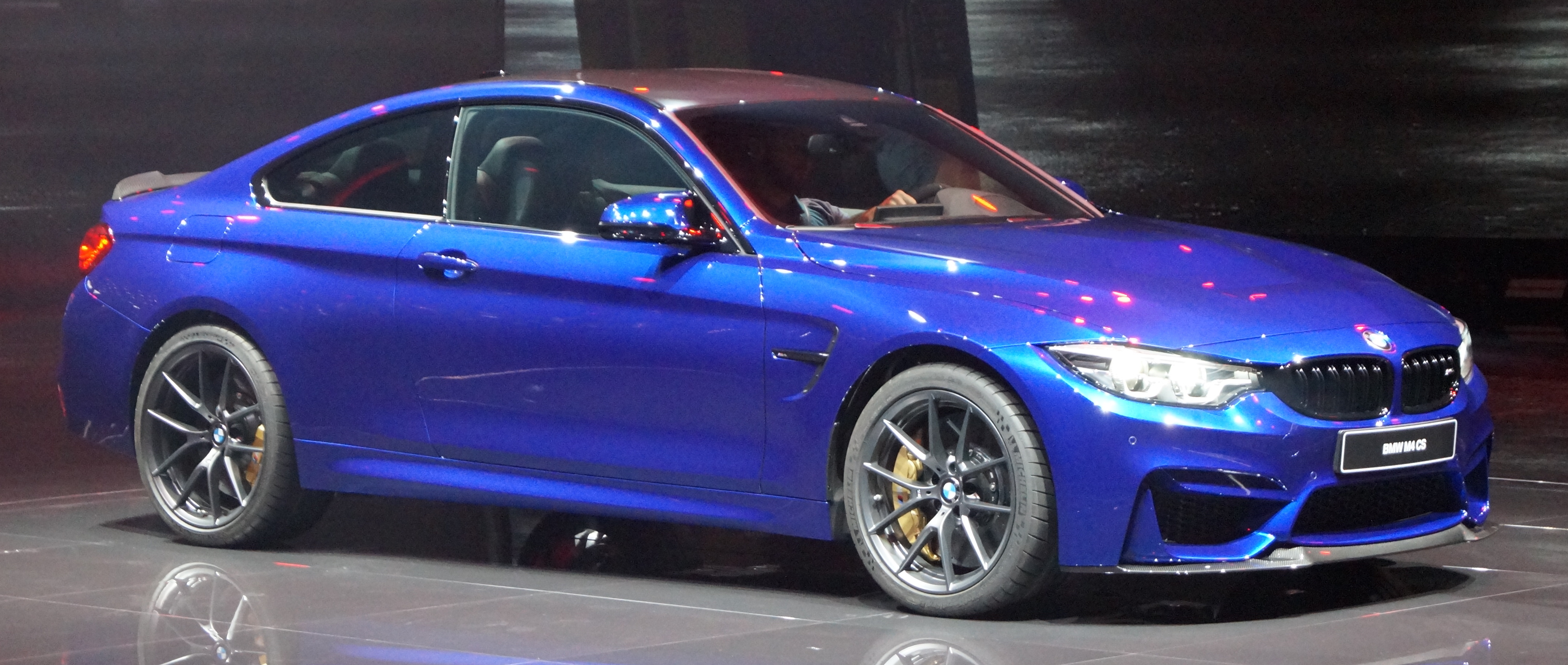
BMW M4 CS

Annunciata nell'aprile 2017, questa variante rappresenta una versione intermedia tra la M4 Competition Package e la più estrema M4 GTS. Il motore, lo stesso della M4 Competition Package, è stato potenziato a 460 CV e 600 Nm erogati a 6.250 giri (ma con il limitatore che interviene a 7.600 giri) con uno 0-100 che viene coperto in 3,9 secondi. Il cambio di serie è un automatico a 7 marce della ZF. Esteticamente vi sono presenti uno spoiler specifico in fibra di carbonio sul portellone, stesso materiale di cui sono costituiti il cofano motore, il tetto e lo spoiler anteriore. Al posteriore vi sono gruppi ottica OLED e l'estrattore della M4 GTS. Meccanicamente, la ciclistica è la stessa della M4 Competition Package, con un set up di sterzo e elettronica differenti per rendere il veicolo più recettivo e loquace ai comandi dati dall'autista, con bracci delle sospensioni anteriori realizzati in alluminio forgiato. La M4 CS calza una gommatura differenziata misuranti 265/35 su cerchi da 19 pollici all'avantreno e 285/30 da 20 pollici al retrotreno con pneumatici semislick Michelin Pilot Sport Cup 2 su cerchi in lega fucinati neri dalla trama a 5 razze sdoppiate. Inoltre vi è un inedito settaggio di guida che permette di fare sbadate in sicurezza, chiamato M Dynamic Mode. Gli interni sono realizzati in pelle e Alcantara.

#### BMW M4 GTS

BMW M4 GTS

BMW ha introdotto un prototipo della M4 GTS nel mese di agosto del 2015 al Pebble Beach Concours d'Elegance e la presentazione ufficialmente in versione definitiva del modello è avvenuta al Motor Show di Tokyo nel mese di ottobre del 2015. Si tratta di una versione con vocazione per la pista della M4 Coupé di serie e sarà prodotta in numero limitato a soli 700 unità (saranno 803 al termine della produzione). È alimentata dallo stesso 3,0 litri benzina twin-turbo sei cilindri in linea, come nella normale M4, ma la potenza è stata aumentata a 500 CV erogati a 6.250 giri/min e la coppia tocca i 600 Nm fra 4.000 e 5.500 giri/min, in gran parte grazie all'adozione di un sistema di iniezione ad acqua, già usata nelle competizioni automobilistiche e con una tipologia di tecnologia già utilizzata largamente nell'ambito aeronautico; questa tecnologia fa sì che l'acqua controllata elettronicamente venga nebulizzata a una pressione di 10 bar e introdotta all'interno di un polmone posto prima dell'intercooler. Inoltre la M4 GTS è il primo modello di produzione e di serie ad essere dotato di iniezione ad acqua. Oltre alla maggiore potenza del motore, la M4 GTS è 27 kg più leggera della M4 Coupé con la trasmissione DCT automatica, arrivando ad un peso pari a 1.510 kg con un rapporto peso/potenza di 3,0 kg/CV. L'unità motrice viene abbinata al cambio M Dkg "Drivelogic" doppia frizione a sette marce, con la classica leva nel tunnel centrale e con le due palette al volante. Lo 0 a 100 km/h si riduce a soli 3,8 secondi, mentre la velocità massima è di 313 km/h. La M4 GTS ha girato al Nürburgring Nordschleife in soli 7 minuti 28 secondi, 24 secondi in meno rispetto alla M4 normale, 20 secondi in meno rispetto alla M3 GTS e con lo stesso tempo della Porsche Carrera GT. Come prima mondiale in una vettura di serie, la M4 GTS ha dei fanali posteriori con tecnologia OLED, prima volta in assoluto su una vettura di produzione. I primi esemplari sono stati introdotti nel mercato dall'aprile 2016 ad un prezzo di circa 142.600 €. La produzione di questa versione si esaurisce all'inizio del 2017: nel mese di febbraio scompare dai listini della casa di Monaco.

#### M4 DTM Championship Edition

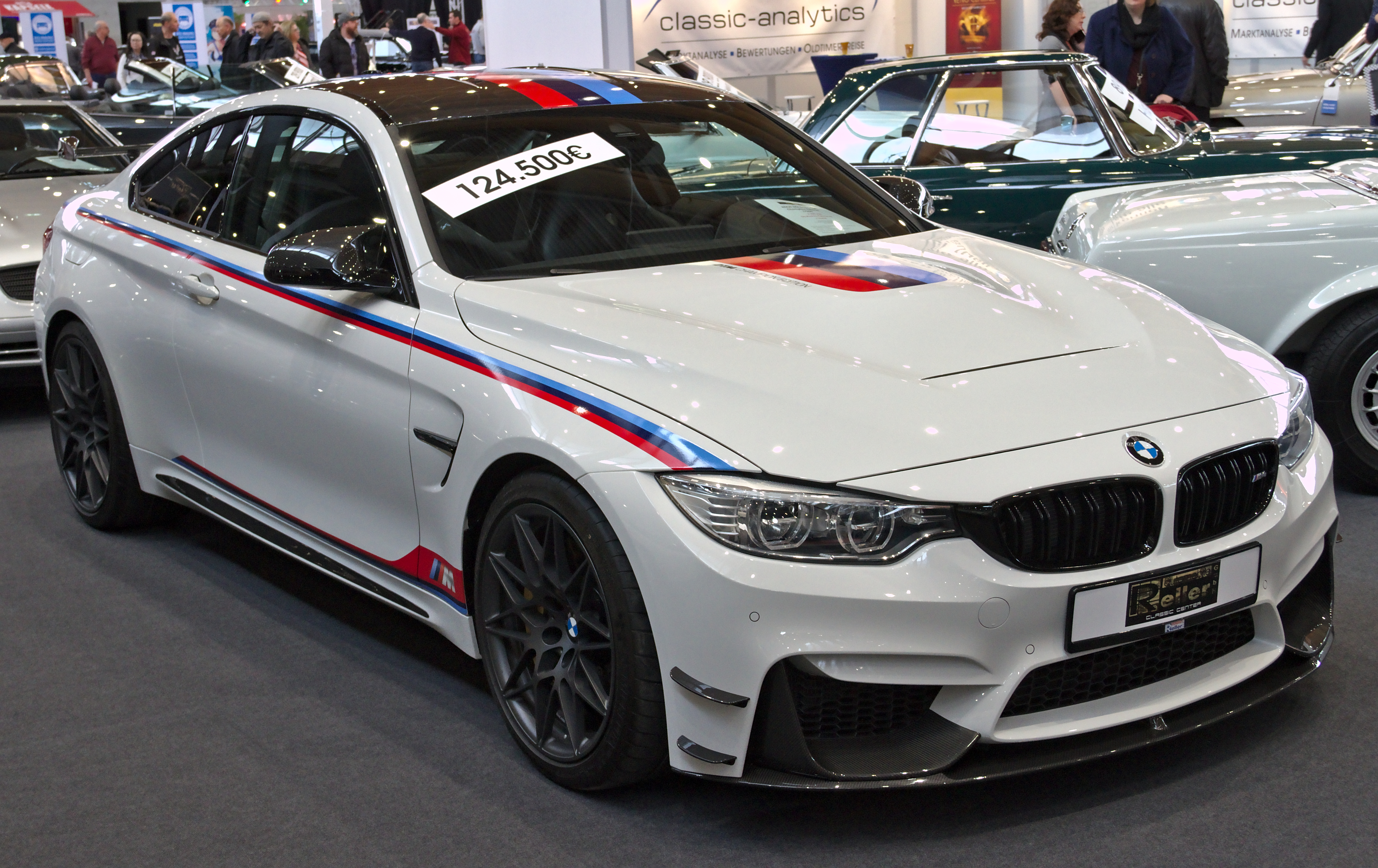
BMW M4 DTM Champion Edition

La BMW M4 DTM è stata nel 2014, alla guida di Marco Wittman, vincitrice del Campionato DTM. Per l'occasione la casa dell'elica ha creato una serie speciale a tiratura limitata dell'omonima vettura stradale chiamata M4 DTM Championship Edition; il modello si basa sulla M4 stradale con una livrea che riprende i colori della vettura di Wittmann trionfatrice nella competizione tedesca. Tutti i dati relativi alle prestazioni sono identici a quelli della M4 normale. La vettura è stata realizzata in soli 23 esemplari, stesso numero utilizzato dal pilota tedesco in gara. Esteticamente il veicolo presenta una vernice bianca, con cofano motore e bagagli in tinta nera attraversata longitudinalmente da 7 piccole bande colorate in viola, rosa, rosso, arancione, giallo, verde e celeste; lateralmente vi è una piccola striscia nera che attraversa la zona sottostante i finestrini, delle decalcomanie con il numero 23 e la dicitura WIT sul finestrino posteriore. Nella plancia dell'abitacolo vi è la firma del campione iridato tedesco.

#### M4 Safety Car DTM

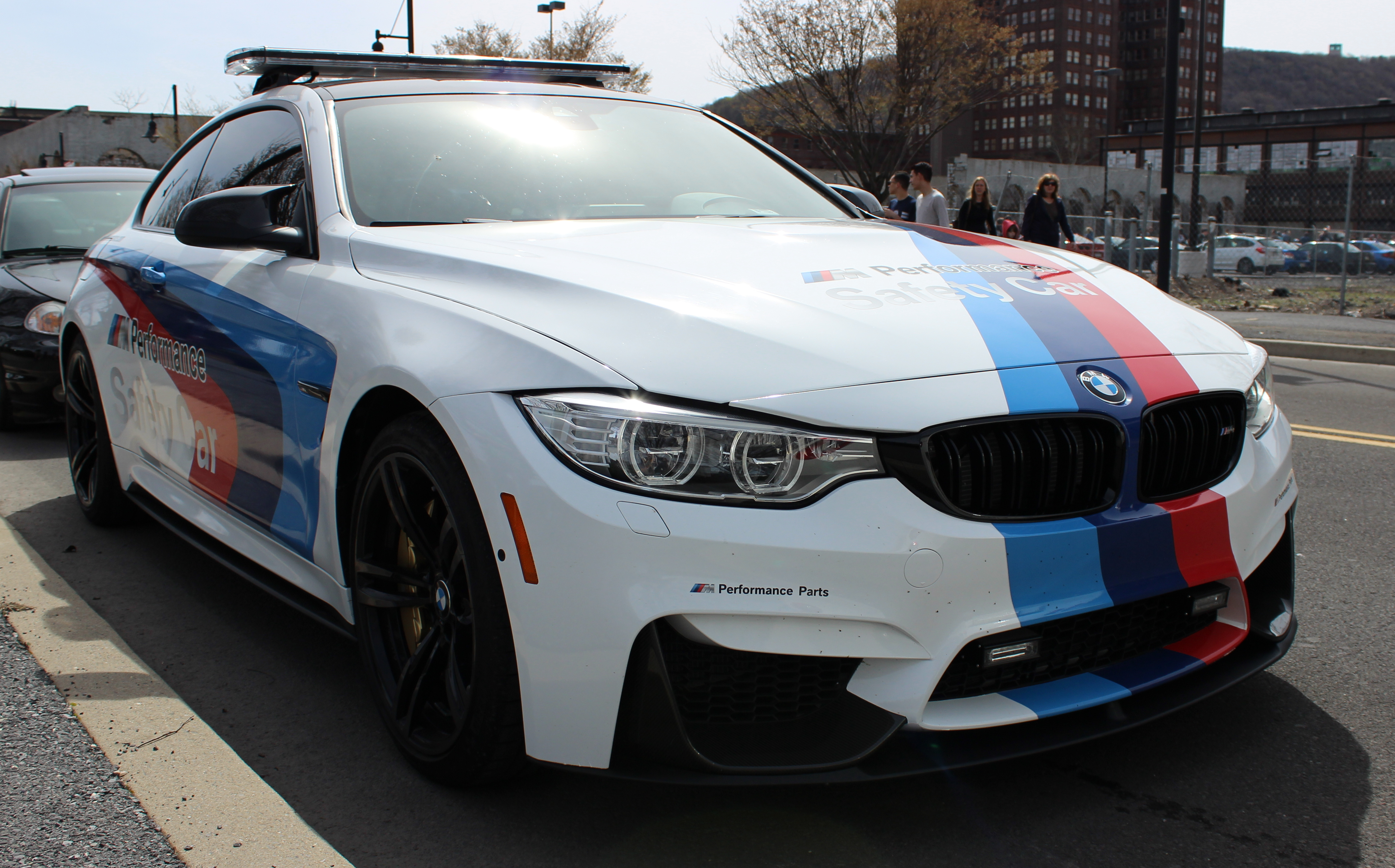
M4 Safety Car

La M4 è stata utilizzata come safety car nel campionato DTM a partire dalla stagione 2014. La vettura di base è la M4 coupé con l'aggiunta di sedili Recaro da corsa, roll bar e luci a LED sul tetto e nelle prese d'aria frontali. Dal 2016 viene utilizzata la M4 GTS.

#### M4 Safety Car MotoGP
La M4 è stata utilizzata anche come safety car nella MotoGP dalla stagione 2014 fino alla successiva, per poi essere sostituita dal 2016 dalla BMW M2. La vettura è stata svelata al Gran Premio del Qatar 2014 ed è caratterizzata da sedili Recaro, roll bar, cofano con serrature esterne, lampeggianti con illuminazione a LED sul tetto e sul paraurti anteriore, dall'assenza del sedile posteriore e da un estintore.

#### M4 DTM Champion Edition 2016
A seguito della vittoria nella stagione 2016, la casa bavarese ha prodotto una nuova serie speciale in dedica alla conquista finale del DTM con la M4 DTM. La vettura si basa sulla M4 GTS e da essa eredita il motore con 500 CV di potenza e l'iniezione diretta ad acqua. Tutti i dati relativi alle prestazioni sono identici a quelli della GTS. Il modello è costruito in edizione limitata di soli 200 esemplari ed esteriormente riprende la carrozzeria della GTS, ma presenta lievi differenze quali uno spoiler posteriore e splitter anteriore più piccoli, l'eliminazione di elementi in color arancioni con una tinta esterna bianca che presenta longitudinalmente e nelle minigonne una banda dei colori tipici della Motorsport, bandelle laterali nel paraurti anteriori con funzione aerodinamica e dettagli in color nero lucido come i cerchi e gli specchietti; l'interno è simile alla GTS con rollbar di colore bianco e sedili da corsa.

### Tabella riepilogativa
I prezzi indicati si intendono al debutto nel mercato tedesco:

## M4 G82 (2020-)
La seconda generazione della M4, siglata G82, è stata svelata il 23 settembre del 2020 e deriva dalla contemporanea Serie 4 lanciata circa tre mesi e mezzo prima.

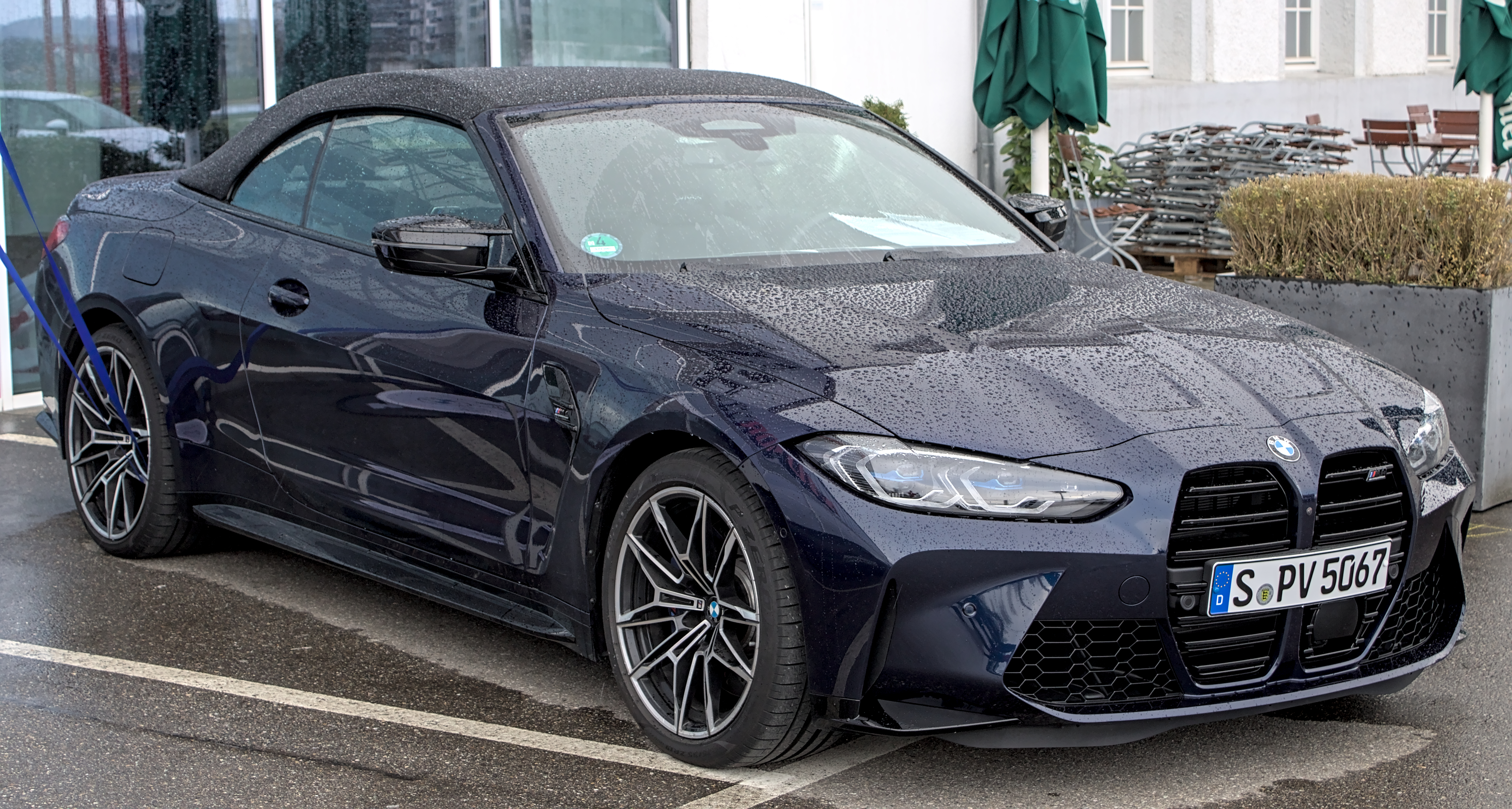
M4 Competition Cabrio

La nuova edizione della sportiva bavarese viene proposta fin dall'inizio in due livelli di allestimento e di motorizzazione: la versione di base è equipaggiata con un nuovo motore da 2993 cm3 siglato S58B30T0 dotato di doppia sovralimentazione e in grado di erogare una potenza massima di 480 CV e 550 Nm di coppia; la versione Competition vede invece lo stesso motore portato alla potenza massima di 510 CV e 
650 Nm di coppia, con uno 0 a 100 coperto in 3,9 secondi. Si tratta in pratica degli stessi motori già utilizzati per le versioni di punta delle contemporanee gamme X3 M e X4 M.
Ma vi è un'altra novità, rappresentata dalla trazione integrale, disponibile in opzione per la prima volta presente in una M4 (e che contemporaneamente debutta per la prima volta anche nella berlina M3 Competition di pari motorizzazione). Tale trazione è gestibile elettronicamente e in base alle impostazioni del pilota è del tutto escludibile, consentendo così alla coppia motrice di fluire interamente verso il retrotreno. Per quanto riguarda le varianti di trasmissione, mentre per la versione di base è prevista di serie in abbinamento ad un cambio manuale a 6 marce ZF GS6-53BZ, la versione Competition prevede un nuovo cambio automatico a convertitore di coppia della ZF con 8 rapporti in sostituzione del cambio DKG a doppia frizione a 7 rapporti adottato per la M4 F82.
La versione cabrio della M4 è stata introdotta sul mercato nel maggio 2021. Come per la BMW Serie 4 Cabrio dal quale deriva, la M4 Cabrio (sigla G83) abbandona il tetto rigido della precedente generazione in favore di una capote in tela pieghevole, che si apre/chiude in circa 18 secondi fino a 50 km/h. La M4 G83 Cabriolet è disponibile solo nell'allestimento Competition e con trazione integrale M xDrive. La velocità massima è limitata elettronicamente a 250 km/h, ma con l'optional del pacchetto Driver M può arrivare fino a 280 km/h. Per quanto riguarda l'accelerazione da 0 a 100 km/h, viene coperto in 3,7 secondi.

### M4 Competition x KITH Edition
Nell'ottobre 2020, un mese dopo la presentazione della G82, la BMW ha presentato una versione speciale chiamata M4 Competition x KITH Edition'; limitata in 150 unità e creata in collaborazione con l'omonimo marchio di moda newyorkese, si caratterizza per una particolare livrea e colorazione nera e per essere equipaggiata con pinze dei freni rosse maggiorate con logo M, fari laser e sedili sportivi specifici.

### M4 CSL

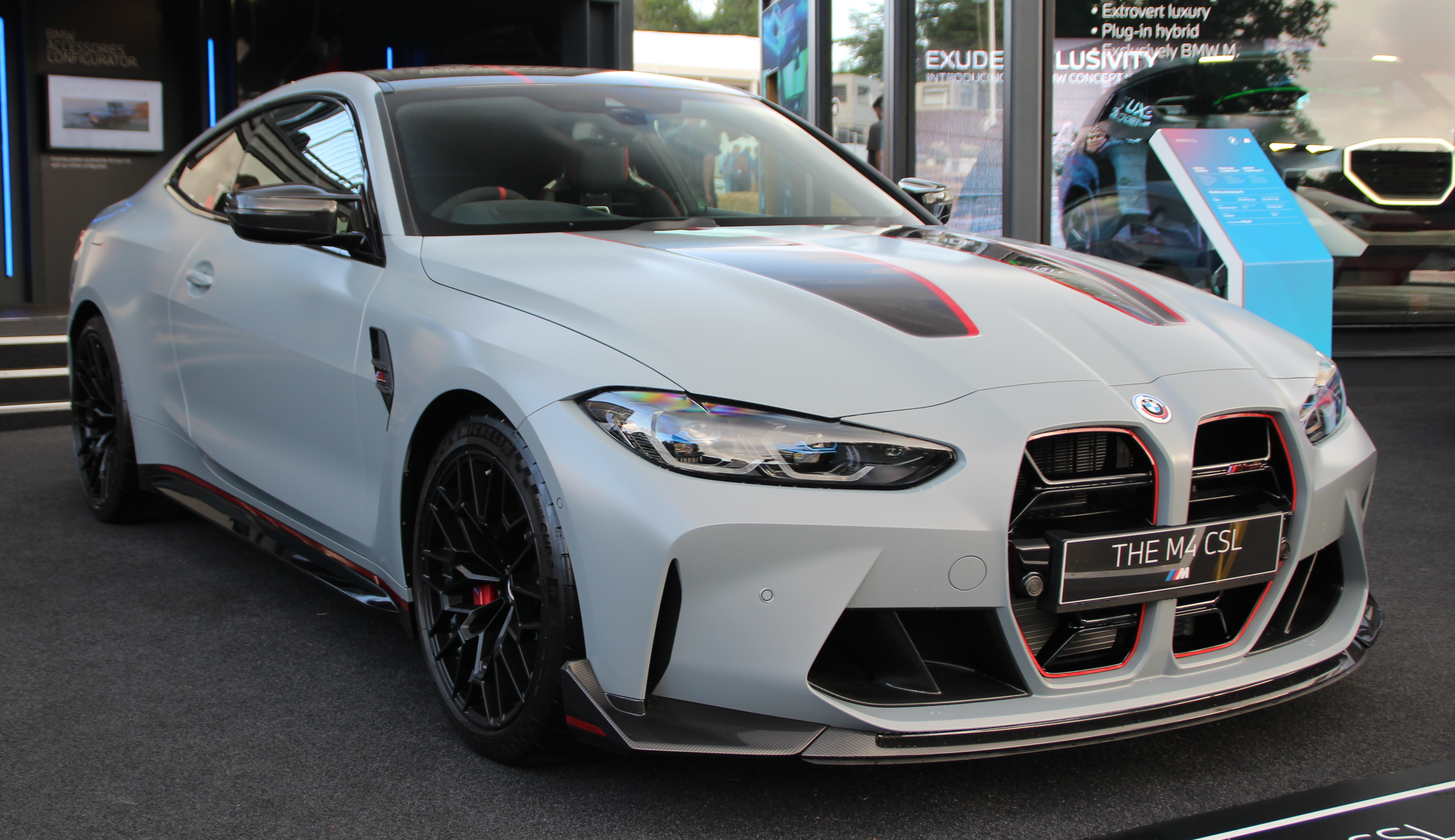
M4 CSL

Il 4 maggio 2022 la BMW ha annunciato la versione speciale M4 CSL, che ha in seguito debuttato il 20 maggio 2022 al Concorso d'eleganza Villa d'Este. La M4 CSL è una variante più sportiva e leggera di oltre 100 kg della M4, che va a raccogliere l'eredità della precedente M4 GTS e che nel nome si rifà alla M3 E46 CSL dei primi anni 2000. La vettura si distingue per una serie di caratteristiche peculiari e alleggerimenti volti a ridurne la massa, che hanno interessato il portellone posteriore in fibra di carbonio che integra uno spoiler a coda di anatra di maggiori dimensioni, una diversa griglia del radiatore che nella parte inferiore integra uno splitter, luci diurne gialle e fanali posteriori laser (prima volta su una vettura di serie).. Il sistema di scarico è più leggero grazie alla realizzazione in titanio. All'interno ci sono sedili a guscio avvolgenti in carbonio più leggeri di 24 kg, sono stati rimossi alcuni pannelli e i materiali fonoassorbenti, il bracciolo centrale e il divano posteriore. Sempre per questioni di riduzione del peso, anche la trazione integrale è stata eliminata in favore di quella posteriore. L'assetto è stato irrigidito con l'adozione di nuove molle, boccole, ammortizzatori e ribassato di 8 mm; le ruote anteriori sono da 275/35 19" con un maggior camber negativo, mentre quelle posteriori da 285/30 20". Oggetto di affinamenti e miglioramenti è stato anche il motore che ha un sistema di scarico e aspirazione rivisto e una maggiore pressione di sovralimentazione che passa da 1,7 a 2,1 bar; queste modifiche hanno portato un incremento di potenza di 40 CV, per un totale di 550 a 6250 giri, mentre la coppia arriva a 650 Nm disponibile da 2750 a 5950 giri.
Con un tempo di 7:20.207 sul tracciato del Nürburgring Nordschleife, l'auto ha ottenuto il miglior crono per una vettura BMW di serie. La produzione è limitata in sole 1000 unità, si cui 150 esemplari per la Germania e 250 per gli Stati Uniti.

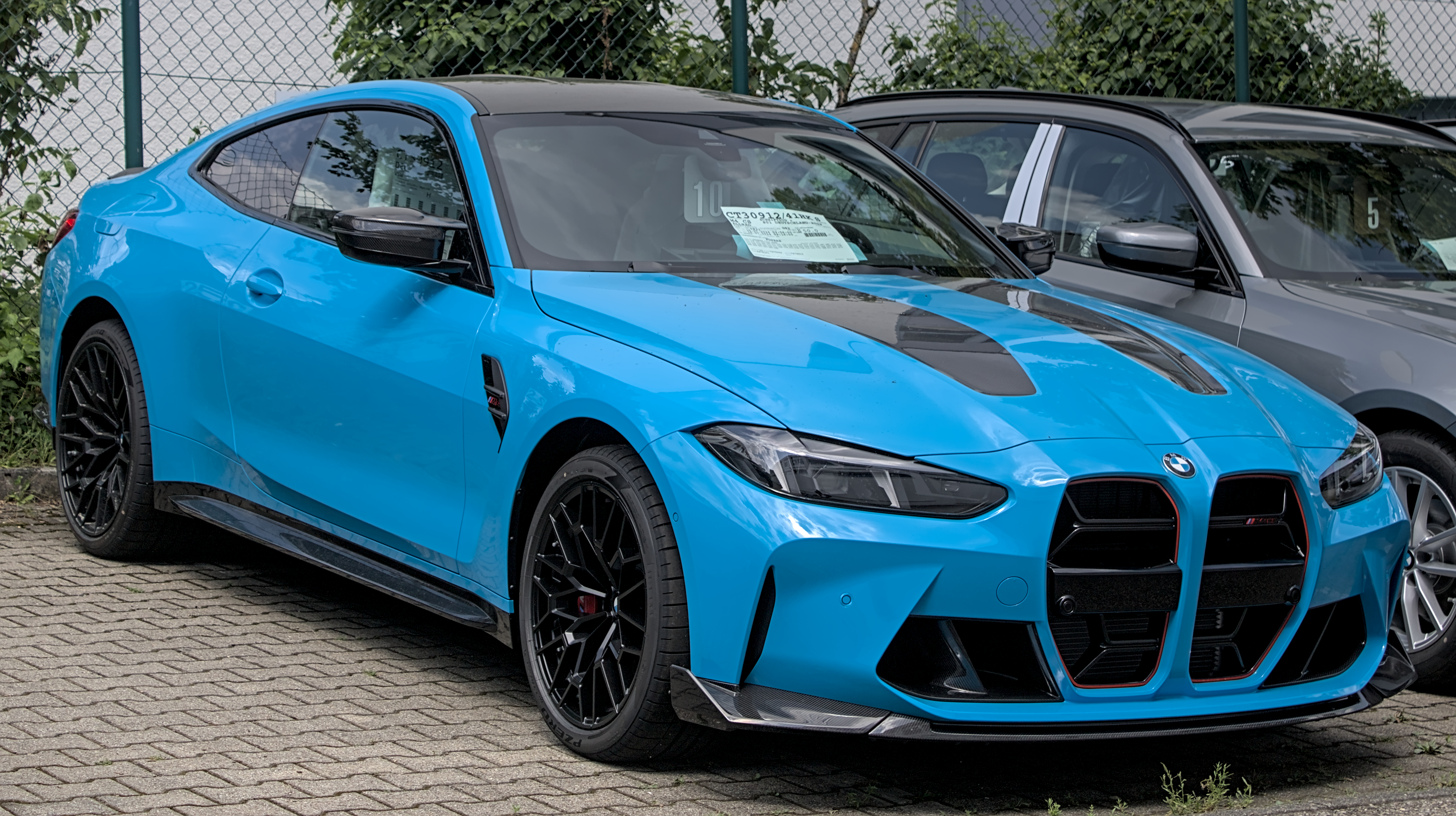
M4 CS

### M4 50 Jahre Edition M
In occasione del 50º anniversario della nascita del reparto BMW M, la casa bavarese ha presentato il 24 maggio 2022 la versione celebrativa limitata in soli 1000 esemplari chiamata 50 Jahre Edition M. Questo allestimento, che mantiene in toto la meccanica delle altre M4, si caratterizza per colorazioni esclusive, finiture sia interne che esterne in nero lucido e fibra di carbonio specifiche, cerchi in lega forgiati da 19 e 20 pollici dedicati e sedili anteriori a guscio.

### M4 CS
L'M4 CS, presentata a maggio 2024, ha le stesse prestazioni dell'M4 CSL. Ha però la trazione integrale ed è tecnicamente derivata dalla M3 CS presentata a gennaio 2023.

## Attività sportiva

### M4 DTM

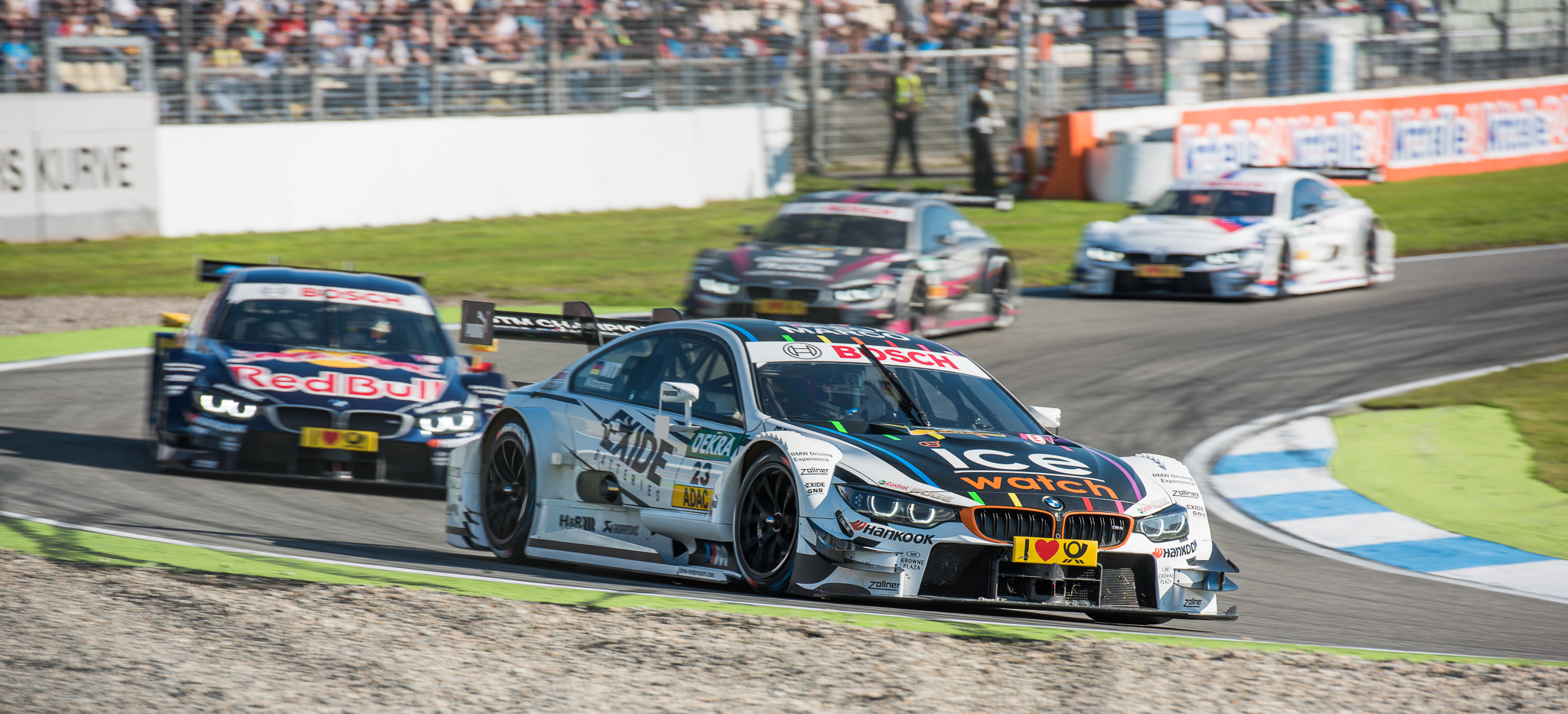
In primo piano Marco Wittmann in una fase di gara a bordo di una M4 DTM del team Ice-Watch al Hockenheimring nel 2014, stagione dove ha trionfato come del mondo campione

La BMW M4 DTM è stata sviluppata nel 2013 per sostituire la BMW M3 DTM dalla successiva stagione 2014 nell'omonimo campionato turismo tedesco. È stata progettata dal capo ingegnere BMW Dominic Harlow ed è stata svelata nei test ufficiali a Budapest.
Al debutto nella stagione 2014 Marco Wittmann ha vinto il campionato piloti, per riconfermarsi campione nella stagione 2016.

### M4 GT4

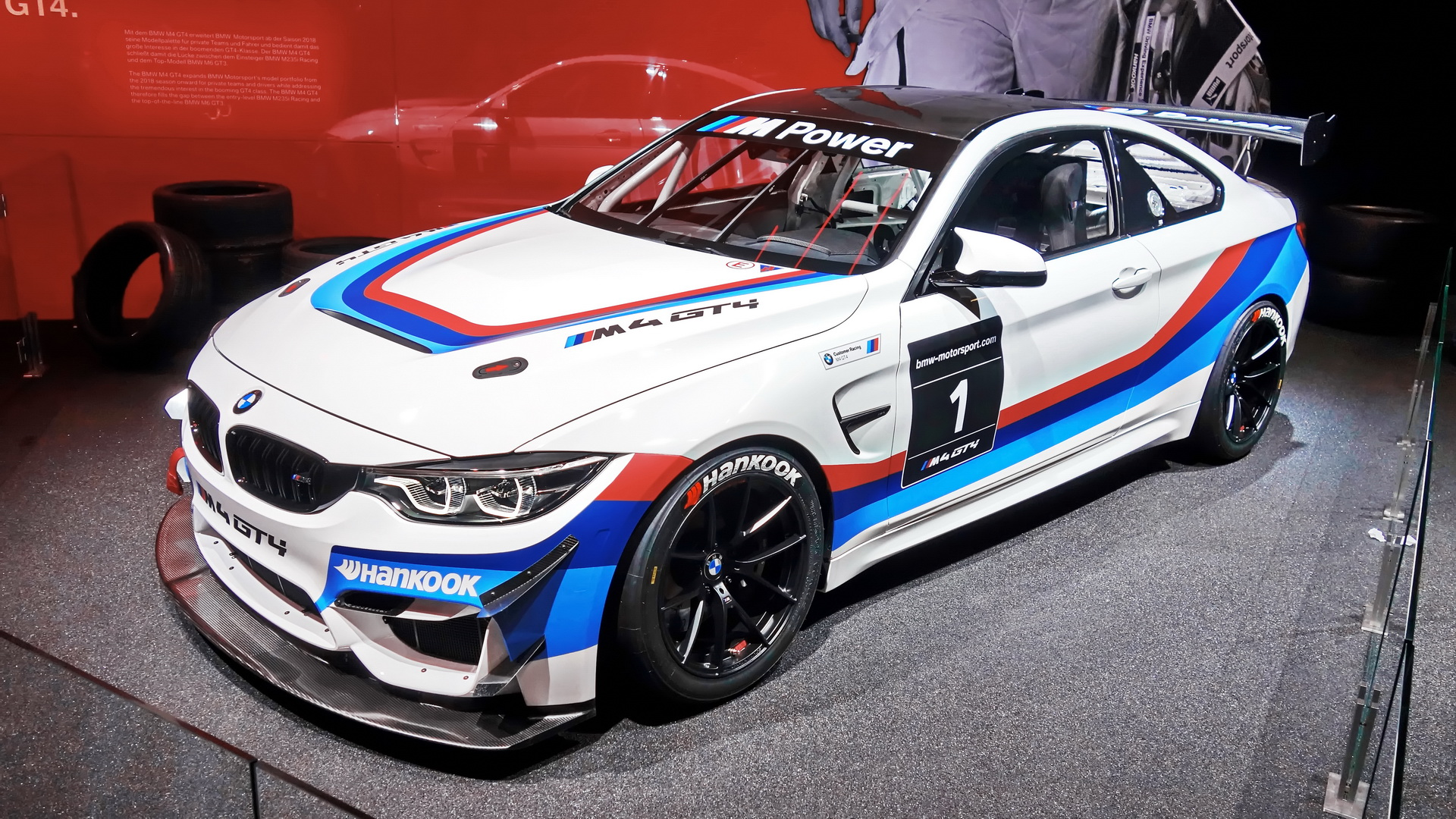
BMW M4 GT4

Annunciata a maggio 2017, la BMW M4 GT4 è una versione da competizione realizzata sulla base della M4, che è però omologata per il solo uso in pista realizzata per l'uso agonistico da scuderie automobilistiche private. Costruita dal reparto Motorsport della casa bavarese, la vettura è fabbricata per rientrare nella categoria GT4 della FIA e mantiene alcune caratteristiche del veicolo da cui deriva; le differenze maggiori si concentrano nella carrozzeria che è stata alleggerita con l'uso della fibra di carbonio per l'alettone posteriore, splitter anteriore, portiere e cofano motore (quest'ultimo derivato da quello della M4 GTS). Il motore è lo stesso della M4 stradale, ma grazie a delle specifiche regolazioni alla centralina la potenza può essere aumentata attraverso delle regolazioni che ogni team può effettuare a propria discrezione. Meccanicamente alcune componenti sono state riprese dalla BMW M6 GT3 come i freni, i sedili e la pedaliera. Inoltre è presente un rollbar nell'abitacolo e il serbatoio è stato incrementato nella capacità totale a 125 litri.

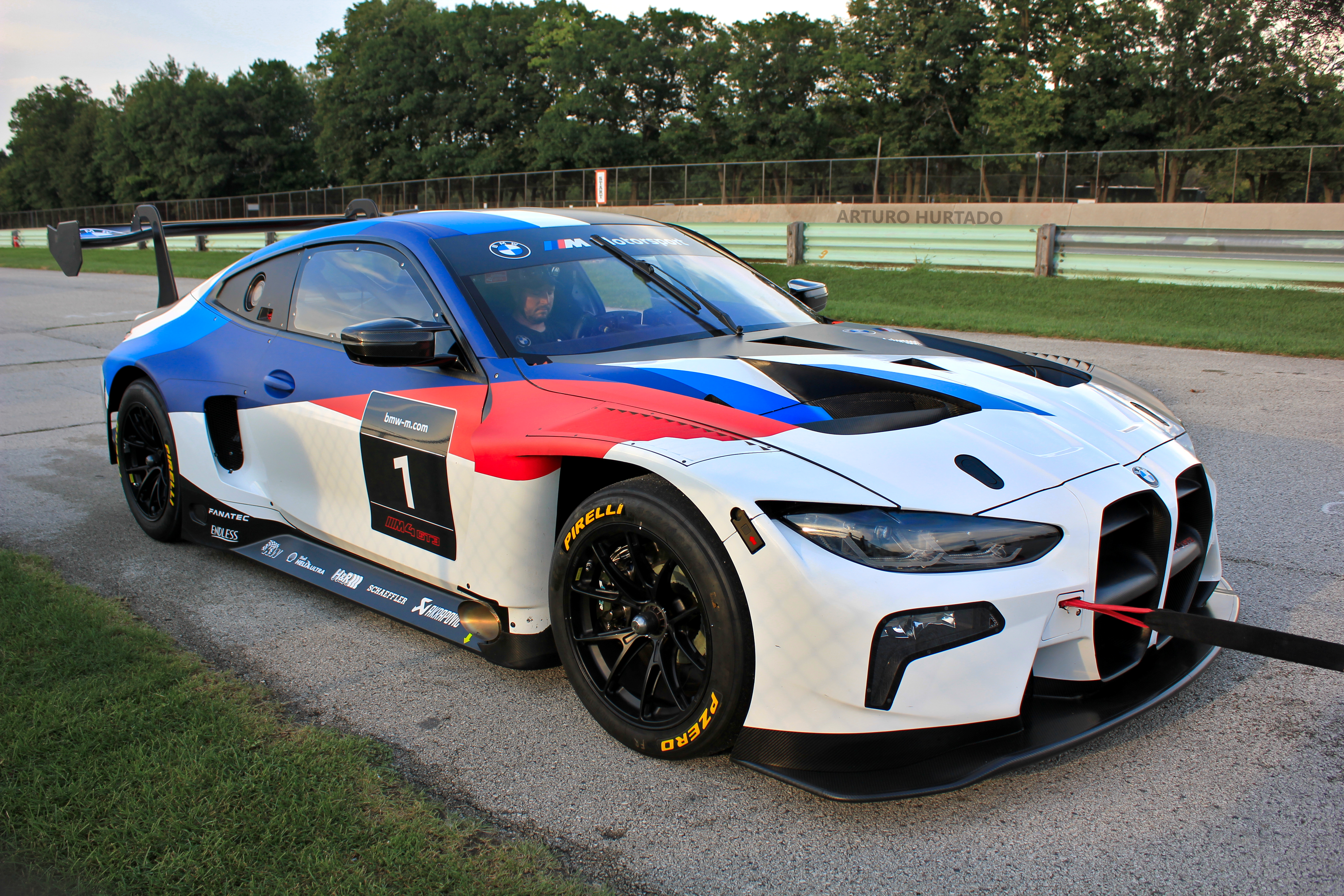
M4 GT3

### BMW M4 GT3
La BMW M4 GT3 è la versione da competizione della M4 G82, omologata nella categoria GT3 per poter correre nei campionati SRO, IMSA e ADAC. La vettura, che è stata allestita in sostituzione della BMW M6 GT3, ha esordito in gara nella stagione 2022. La vettura, che è stata creata dal reparto BMW M Motorsport, ha subito numerose e importanti modifiche rispetto alla versione di serie, venendo allunga la parte anteriore per montare parafanghi e paraurti più larghi e cofano motore più lungo dotato di sfoghi dell'aria calda. Lateralmente sono presenti le minigonne e altri sfoghi e prese d'aria, con il terminale di scarico che esce subito dietro alla ruota anteriore destra sul fianco dell'auto. Sul retro sono presenti uno spoiler a collo d'oca e un diffusore. La M4 GT3 utilizza una variante modificata ed elaborata del motore BMW S58 a sei cilindri in linea, derivato da quello della M4 stradale.